# وزارة الدفاع الوطني (اليونان)
وزارة الدفاع الوطني (باليونانية: Υπουργείο Εθνικής Άμυνας)‏، وتُعرف في اليونانيَّة اختصارًا ΥΠΕΘΑ)، هي وزارة مسؤولة عن إدارة القوات المسلحة اليونانية، ويترأسها، وفقًا للدستور (المادة 45)، رئيس الجمهورية ولكن إدارتها يمارسها فقط رئيس الوزراء وحكومة اليونان. يقع في 227-231 شارع ميسوجيون، في معسكر باباجوس (البنتاغون) في أثينا، بين باباجوس وهولارجوس.
اليوم يحتل المركز الثالث هرمياً في ترتيب الوزارات بحسب قرار رئيس مجلس الوزراء (الجريدة الحكومية ب/1594/25-6-2013). وكان أعلى منصب في تاريخ الوزارة هو الثاني، خلف وزارة رئاسة الحكومة، في حكومة أندرياس باباندريو الأخيرة (1993-1996).
تعتبر وزارة ذات مكانة خاصة، ومن أكثر الوزارات المرغوبة لدى أعضاء كل حكومة؛ لأنها تشرف على القوات المسلحة، وتدير مبالغ ضخمة من المال، وعادة ما تكون بعيدة عن ويلات وتآكل الدولة ومشاكل الحياة اليومية.

## المسؤوليات
تشرف الوزارة على الأركان العامة الأربعة للقوات المسلحة:
- هيئة الأركان العامة للدفاع الوطني
  - الأركان العامة للجيش اليوناني
  - الأركان العامة للبحرية اليونانية
  - الأركان العامة للقوات الجوية اليونانية

## روابط خارجية
- الموقع الرسمي
باللغة الإنجليزية
- [https://www.youtube.com/watch?v=Ministry of National Defence

```
.] على 
يوتيوب
```

قالب:Current Cabinet of Greeceقالب:Greek Military